# Neded
Neded este o comună slovacă, aflată în districtul Šaľa din regiunea Nitra, pe malul râului Váh. Localitatea se află la altitudinea de 111 m deasupra n.m., se întinde pe o suprafață de 36,01 km2 și în 2017 număra 3.318 locuitori.
Localitatea este înfrățită cu Bóly.

## Istoric
Localitatea Neded este atestată documentar din 1113.

## Demografie
| An:                | 1994 | 2004   | 2014   | 2024   |
| ------------------ | ---- | ------ | ------ | ------ |
| Număr de persoane: | 3152 | 3102   | 3303   | 3174   |
| Diferență:         |      | −1,58% | +6,47% | −3,90% |

| An:                | 2023 | 2024   |
| ------------------ | ---- | ------ |
| Număr de persoane: | 3193 | 3174   |
| Diferență:         |      | −0,59% |